# Intense Football League
Die Intense Football League (IFL) war eine Liga für Arena Football in den USA, die 2003 gegründet wurde. Zur Saison 2009 fusionierte die IFL mit der United Indoor Football (UIF) und gründeten zusammen die Indoor Football League (IFL). Die Intense Football League Liga wurde daraufhin aufgelöst.

## Geschichte
Die IFL gründete sich 2003 aus sechs Vereinen, die anfangs ausschließlich in Texas ansässig waren. Die Liga nahm den Spielbetrieb zur Saison 2004 auf.
In der Folgesaison 2005 setzte die IFL allerdings für eine Saison aus, ehe sie zur Saison 2006 einen zweiten Anlauf startete.
Nach der Saison 2008 wurde bekannt gegeben, dass die IFL zusammen mit der United Indoor Football (UIF) eine Gemeinschaftsliga eröffnet, die sich Indoor Football League (IFL) taufte und bis heute operiert.
Das Finale der IFL nannte sich Intense Bowl.

## Gründungsteams
| Teamname                   | Standort              |
| -------------------------- | --------------------- |
| Amarillo Dusters           | Amarillo, Texas       |
| Lubbock Lone Stars         | Lubbock, Texas        |
| Odessa Roughnecks          | Odessa, Texas         |
| San Angelo Stampede        | San Angelo, Texas     |
| Corpus Christi Hammerheads | Corpus Christi, Texas |
| El Paso Rumble             | El Paso, Texas        |

## IFL-Saison 2004
Teilnehmende Mannschaften (6): Amarillo Dusters, Lubbock Lone Stars, Odessa Roughnecks, San Angelo Stampede, Corpus Christi Hammerheads, El Paso Rumble
In der Debütsaison holten sich die Amarillo Dusters durch einen 62:47-Sieg gegen die Lubbock Lone Stars im Intense Bowl den Titel. Das Finale sahen 4.500 Zuschauer.

## IFL-Saison 2005
Die Saison 2005 wurde ausgesetzt. Die El Paso Rumble lösten sich nach nur einer Spielzeit wieder aus, Amarillo wagte den Gang die af2. Lubbock, Odessa, San Angelo und Corpus Christi schlossen sich der National Indoor Football League (NIFL) an.

## IFL-Saison 2006
Teilnehmende Mannschaften (6): Odessa Roughnecks, Corpus Christi Hammerheads, Louisiana Swashbucklers, CenTex Barracudas, San Angelo Stampede Express, Laredo Lobos
Intense Bowl Sieger wurde am Ende die Odessa Roughnecks. Im Halbfinale schaltete man Louisiana mit 53:50 aus, ehe man das Finale mit 97:56 gegen die Corpus Christi Hammerheads für sich entscheiden konnte.

## IFL-Saison 2007
Teams, die die Liga verlassen haben: Laredo Lobos
Teams, die neu hinzugekommen sind: Frisco Thunder, Katy Ruff Riders
Teilnehmende Mannschaften (8): Louisiana Swashbucklers, Corpus Christi Hammerheads, Frisco Thunder, Odessa Roughnecks, Katy Ruff Riders, San Angelo Stampede Express, CenTex Barracudas, Alaska Wild
Zur Saison wurde die Liga auf 8 Teilnehmer aufgestockt. Unter anderem traten die Alaska Wild bei, das erste American Football Team, welches jemals in Alaska operierte.
Das Finale gewannen die Louisiana Swashbucklers gegen die Corpus Christi Hammerheads mit 46:27 und krönten sich zum Intense Bowl Champion.

## IFL-Saison 2008
Teams, die die Liga verlassen haben:
Teams, die neu hinzugekommen sind: Fairbanks Grizzlies
Teilnehmende Mannschaften (9): Louisiana Swashbucklers, Corpus Christi Hammerheads, CenTex Barracudas, Odessa Roughnecks, Frisco Thunder, Alaska Wild, Katy Ruff Riders, San Angelo Stampede Express, Fairbanks Grizzlies
In der Saison 2008 spielte die IFL erstmals mit der United Indoor Football (UFL) den sogenannten National Indoor Bowl aus. Dabei trifft der Sieger der UIF auf den Sieger der IFL.
Den Titel sicherte sich erneut Louisiana, die die Saison mit 14 Siegen und 0 Niederlagen abschlossen. Das Finale wurde gegen Corpus Christi Hammerheads mit 66:35 gewonnen, verloren aber den National Indoor Bowl gegen die Sioux Falls Storm.
Nach diesem Spiel schlossen sich beide Ligen zusammen und gründeten die Indoor Football League (IFL). Die Intense Football League wurde aufgelöst.

## Meisterschaften im Überblick
| Intense Bowl | Punktzahl Gast             | Punktzahl Heim                |
| ------------ | -------------------------- | ----------------------------- |
|              | Amarillo Dusters 62        | Lubbock Lone Stars 47         |
| II           | Odessa Roughnecks 97       | Corpus Christi Hammerheads 56 |
| III          | Louisiana Swashbucklers 46 | Corpus Christi Hammerheads 27 |
| IV           | Louisiana Swashbucklers 66 | Corpus Christi Hammerheads 35 |

## Alle jemals teilnehmenden Teams der IFL
- Alaska Wild (2007–2008)
- Amarillo Dusters (2004)
- CenTex Barracudas (2006–2008)
- Corpus Christi Hammerheads (2004, 2006–2008)
- El Paso Rumble (2004)
- Fairbanks Grizzlies (2008)
- Frisco Thunder (2007–2008)
- Katy Ruff Riders (2007–2008)
- Laredo Lobos (2006)
- Louisiana Swashbucklers (2006–2008)
- Lubbock Lone Stars (2004)
- Odessa Roughnecks (2004, 2006–2008)
- San Angelo Stampede Express (2004, 2006–2008)